# Seth Staton Watkins
Seth Staton Watkins, född 1995 i Indianapolis, Indiana, är en amerikansk sångare. Han är främst känd för sina tolkningar av irländsk folkmusik.

## Biografi
Watkins har en bakgrund som konsult inom energieffektivisering. 2021 började han publicera videor på sig själv till Tiktok där han sjöng irländska rebelllåtar vilket snabbt fick stor spridning. Watkins har själv ingen personlig koppling till Irland. Intresset för genren kom från hans far som var medlem i ett irländsk musikband.

## Politiska uttalanden
Watkins har vid vissa tillfällen gjort politiska uttalanden i sina sånger. 
I december 2023 fick han viss uppmärksamhet i media efter att ha skrivit sången "Oh Palestine, oh Palestine" som en protestsång mot Israel och dess roll i kriget mellan Hamas och Israel 2023. Låten spreds bland annat av Middle East Eye på sociala medier. I Watkins personliga uttalande i samband med sin publicering av låten på YouTube kritiserade han bland annat IDFs behandling av civila samtidigt som han tog avstånd från antisemitism, och avslutade med budskapet "Ceasefire now. End the apartheid. Free Palestine".
Som svar på Oliver Anthonys virala countrysång "Rich Men North of Richmond" i augusti 2023, som hyllades av amerikanska konservativa politiker skrev Watkins sin egen sång "It's not the poor folk". Han sade i samband med låten att "[Oliver Anthonys] hjärta är på rätt plats, men det är industrimagnater och inte social välfärd som håller dig nere" (I think his heart is in the right place but it is corporate kings, not social welfare that's keeping you down). Låten innehöll socialistiska budskap såsom "rise proletariat and make them cower" (stig, proletariat och få dem att kura).

## Diskografi

### Album
- 2022 – Easter Rising
- 2022 – Rocky Road to Dublin
- 2023 – Songs of the Sea
- 2023 – Heroes of Éireann

### Singlar och EP
- 2021 – My Mother Told Me
- 2021 – I Wanna Be In The Cavalry
- 2022 – The Ramblin' Rover
- 2022 – Horse Soldier, Horse Soldier
- 2022 – I Wanna Be In The Cavalry (Reprise)
- 2022 – Northwest Passage
- 2022 – Working Folk
- 2022 – The Parting Glass
- 2023 – The Orange and the Green
- 2023 – It's Not The Poor Folk
- 2023 – Edge of Night (Pippin's Song)
- 2023 – Come Out Ye Black And Tans (A Capella)